# Marian Odangiu
Marian Odangiu (n. 16 mai 1954, Turda) este un scriitor, profesor, eseist, textier și realizator de emisiuni radio român.67

## Primii ani, studii
Marian Odangiu s-a născut în 1954, la Turda, fiu al lui Emil-Gheorghe și al Lucreției. Câțiva ani mai târziu, familia lui s-a stabilit în Timișoara, unde Odangiu urmează Școala generală nr. 16 și liceul C.D. Loga. Tot aici urmează studiile de licență ale Facultății de Filologie din cadrul Universității de Vest (absolvă în 1977).

## Scriitor și critic literar
Odangiu este autor de poezie și eseistică, însă publică și scrieri neliterare. Primul volum de poezie, Vârste de lumină, a fost scris alături de un colectiv și a fost publicat în 1974. De-a lungul timpului, scrie peste 200 de articole, recenzii și eseuri literare. Este autorul a cinci volume de critică literară și eseistică; a semnat prefețe și studii introductive pentru mai multe volume de beletristică.
A devenit membru al Uniunii Scriitorilor din România în anul 1990. Între anii 1996 și 2004, a făcut parte din Consiliul Național al respectivei instituții. În 2002, a primit premiul Uniunii Scriitorilor pentru poezie (volumul de versuri Norul sau despre iubire).

### Alte scrieri
Din 1996, s-a implicat în scrierea unor cursuri în publicitate, management și jurnalism radiofonic. A publicat trei astfel de volume, dintre care unul a fost elaborat alături de alți autori.

## Textier
Este cunoscut și pentru contribuțiile aduse în anii optzeci la muzica unor formații rock, în calitate de textier. A colaborat cu formațiile Pro Musica, Gramofon, Sfinx. Alături de Pro Musica, a scris libretul operei rock Introducere într-un concert baroc (1984), versurile albumului Rockul baroc (1988) și ale piesei „Timișoara” (1990). Pentru Sfinx, a scris textul piesei „Rostul vieții”, apărută în 1984 pe discul numit Albumul albastru.

## Opere publicate

### Poezie
- Vârste de lumină (1974, volum colectiv)
- You or about love (1990)
- Norul sau despre iubire (2002, premiul Uniunii Scriitorilor din România)

### Eseuri
- Romanul politic (1984)
- Alternativa Labirintului (1989, publicat la Novi Sad)

### Cărți de specialitate
- Publicitatea audio. Curs prectic de strategii creative (1996)
- Managementul instituțiilor media (1999, volum colectiv)
- Jurnalism radio. Curs practic de strategii operaționale (2001)